# Calogero Vinti
Calogero Vinti (Agrigento, 12 juli 1926 – Perugia, 25 augustus 1997) was hoogleraar wiskunde afkomstig uit Sicilië, destijds het koninkrijk Italië. In de republiek Italië bekleedde hij de leerstoel analytische algebra aan de universiteit van Modena en Reggio Emilia en nadien aan de universiteit van Perugia.

## Levensloop
Vinti werd geboren in Agrigento, aan de zuidkust van Sicilië. Door de oorlogsomstandigheden, in het bijzonder door de Geallieerde landing op Sicilië (1943), was het hem niet mogelijk wiskunde te studeren. Een oom die kanunnik was aan de kathedraal van Agrigento, gaf hem tijdelijk bijles.
Na de oorlog studeerde Vinti wiskunde aan de universiteit van Palermo. Het was de periode dat Michele Cipolla (1880-1947) er les gaf, die een internationale autoriteit was in analytische algebra. In 1949 behaalde Vinti het diploma wiskunde met als thesispromotor Emilio Baiada (1914-1984), met wie hij in zijn verdere carrière gezamenlijk onderzoek verrichtte.
Vinti bleef als onderzoeksassistent verbonden aan de universiteit van Palermo (1949-1960). Zijn onderzoek handelde over partiële differentiaalvergelijkingen en limiettheorie. Zo publiceerde hij, onder meer, in 1955 over partiële integratie en in 1957 over de Weierstrass-substitutie. 
In 1960 werd hij privaatdocent in Palermo. Meerdere papers publiceerde hij samen met Emilio Baiada.
In 1962 verhuisde Vinti naar het vasteland, naar de universiteit van Modena en Reggio Emilia in Modena. Hij volgde hiermee Emilio Baiada die al in 1961 naar Modena was getrokken. Vinti werd hoogleraar analytische algebra en bekleedde de leerstoel van 1962 tot 1970. Dan verhuisde hij van Modena naar Perugia.
Vanaf 1970 was hij hoogleraar analytische wiskunde aan de universiteit van Perugia. Zijn werk over de Weierstrass-substitutie nam een vlucht. In 1986 stichtte hij er de faculteit ingenieurswetenschappen waarvan hij decaan was van 1986 tot 1995. Vinti was hoofdredacteur van het tijdschrift Atti del Seminario Mathematico e Fisico dell’Università degli Studi di Modena van 1984 tot 1995.
In 1995 ging hij met emeritaat. President Scalfaro verleende hem in 1996 het ereteken Medaglia d’Oro ai Benemeriti della Scienza, dell’Arte e della Cultura voor bewezen academische diensten. Een jaar later overleed hij in Perugia.